# アイティフォー
株式会社アイティフォー（英: ITFOR Inc.）は、システムインテグレーション、ITコンサルティング、ソフトウェア開発、ネットワークサービスなどを提供する独立系の総合ITベンダーである。東証プライム上場。

## 会社概要
1972年に高千穂交易株式会社から分離独立し千代田情報機器としてスタートして以来、事業を拡大。2000年7月には株式会社アイティフォーへ商号を変更。2005年4月には東京証券取引所第二部へ上場。そのわずか11ヵ月後の2006年3月には東京証券取引所第一部に指定替えと成長路線を歩んでいる。もともと国内初のPOSシステムを開発し、丸井向けのシステム開発を長く手がけてきた。高収益企業として新聞や雑誌ランキング記事の上位に名前を連ねている。

## 事業内容
アイティフォーは企業の情報基盤である「ネットワークシステム」事業をベースに「フィナンシャルシャルソリューション」「コンタクトセンターシステム」「流通システム」「eコマースシステム」の5事業を主力ビジネスとしている。

### ネットワークシステム事業
ネットワークシステム事業はLAN、WANなどインターネットインフラの構築が中核ソリューションとなっている。コンサルティングから運用・保守・管理までの全範囲をカバーする。

### フィナンシャルソリューション事業
フィナンシャルソリューション事業は主に金融機関向けのソリューションを提供している。電話や文書による督促機能、法定利息引き直し機能、法務文書作成機能などを提供する「延滞債権管理システム」などを主力製品としており、地方銀行においては約70%のシェア、全銀行においても約47％のシェアを持つ。これらの製品は銀行以外にもクレジットカード会社、信販会社、リース会社、保証会社、サービサーなどで高いシェアを持ち、銀行を含めた民間企業向けの債権管理システムでは業界のトップ企業だ。この他にも、個人信用情報照会システム、個人融資審査システム、住宅ローン審査システムなど、数多くの稼動実績がある。

### コンタクトセンターシステム事業
コンタクトセンターシステム事業は、コールセンターシステムの構築、デジタルボイスロギングソリューション（通話録音）やエージェント評価システム（コールセンターのオペレーター評価システム）などを主力製品としている。
- コールセンターシステムの構築にはインバウンド（顧客からの問い合わせを受ける）とアウトバウンド（顧客へセールスなどの電話をかける）があり、その両方において多く導入実績を持つ。インバウンドは、電話による問い合わせのみならず、FAX、eメールなどの問い合わせも一元管理し、一番長く待っている顧客から順番に手の空いているオペレーターへ均等に振り分けたり、音声ガイダンスを流してダイヤル操作してもらうことで最適なオペレーターへつないだりするシステム。アウトバウンドには、システムが次々と電話をかけてつながった電話のみを手の空いているオペレーターへつないでいく機能などがあり、商品セールス、アンケート調査、DMフォローアップ、金融機関の督促業務などで威力を発揮する。
- デジタルボイスロギングソリューションは、金融機関や証券会社などが顧客と電話で取引する際、後で「言った」「言わない」のトラブルを回避することを目的として導入が進んだが、最近では更に発展してオペレーターの応対品質を高めるための利用が進んでいる。録音した通話内容を自動的にサンプル抽出し、管理者が通話内容をPC上の評価システムで採点し教育に役立てる。

### 流通システム事業
流通システム事業ではパッケージソフト「RITS（リッツ：Retail Information Technology System for Strategic Management）」が主力商品。百貨店、大規模ショッピングセンター、ホームセンター、食品スーパーなど全ての小売業における業務をカバーするパッケージソフト。一例を上げると、販売管理システムとして、友の会、外商、eコマース、ポイントシステム。商品管理システムとして発注、仕入／検品、物流管理、棚卸、在庫管理システム。更に、CRMなどの顧客管理システム、会計、給与などの基幹システム、クレジットシステムなど小売業に必要な機能のほとんどすべてを網羅している。

### eコマースシステム事業
eコマースシステム事業（電子商取引）では、ECサイト構築パッケージ「ITFOReC（アイティフォレック）」によるECサイト構築事業を行っており、百貨店・専門店・通販会社・メーカーなどあらゆる業種・業態の企業から採用されている。強みは小売業向け基幹システム「RITS」のノウハウを、ECパッケージの開発に生かせていること。リアル店舗とのシステム連携など難易度の高いケースにおいても高い評価を得ている。2005年12月にeコマースサイトのデザインなどを強化するため、Webデザインの株式会社スナッピー・コミュニケーションズ及び、インターネット関連コンテンツの制作会社、株式会社グラスルーツのベンチャー企業2社をグループ会社化した。

### その他の製品
この他にも、店舗BGMシステム「Arrow Sounds (アローサウンズ)」や監視カメラで撮影した画像をリアルタイムで解析し不審者の侵入や置き去り危険物を検知してアラームを発信する「ナイスビジョン」がマスコミなどで取り上げられ話題となっている。
- 「ナイスビジョン」は、ナイスシステムズ社（本社：イスラエル）が対テロを目的に開発した監視システムで、日本では、附属池田小事件が発生した大阪教育大学附属池田小学校が、2006年4月に児童の安全確保を目的として導入し、マスコミで大きく報道された。
海外に目を向けると、ナイスビジョンはダラス空港（米国）、オタワ空港・トロント空港（カナダ）などの大空港、キャンベラ国会議事堂（オーストラリア）や米国の政府中枢機関、米国・オーストラリア・シンガポールなどのカジノ、及びイングランド銀行などの金融機関、軍事基地、自由の女神像（米国）など、世界各国の主要な重要施設を中心に、テロ対策、セキュリティー監視を目的として数多くの導入実績を持つ。

## 沿革
- 1972年　アイティフォーの前身、千代田情報機器株式会社を創業（12月2日）
- 1973年　大阪支店を開設
- 1975年　福岡駐在所（現福岡営業所）、札幌サービスステーションを開設
- 1976年　名古屋支店を開設
- 1977年　広島サービス ステーションを開設
- 1981年　高松サービス ステーションを開設
- 1982年　仙台サービス ステーションを開設
- 1991年　所沢事業所を開設
- 1999年　24時間対応のコールセンター拡充
- 2000年　株式会社アイティフォーに商号を変更、株式店頭公開
- 2002年　ISO9001の認証を取得、本社を現在地へ移転
- 2003年　債務返済の予測機能を強化した「新延滞債権管理システム」を開発、販売開始
- 2004年　
  - 新ECパッケージ「ITFOReC」を開発、販売開始
  - 個人情報漏洩対策統合システムの販売を開始
  - 新流通トータルパッケージ「RITS」を開発、販売開始
- 2005年
  - 東京証券取引所第二部に上場
  - 「総合債権管理システム」販売開始
  - 不審者・置き去り危険物を映像分析してアラームを発信する「ナイスビジョン」新発売
  - 株式会社スナッピー・コミュニケーションズ、株式会社グラスルーツをグループ会社化
- 2006年
  - 東証第一部上場（3月1日）
  - 携帯電話GPS児童防犯システムの学校向けASP版「お守りキッズ」を新発売（3月2日）
  - 大阪教育大学附属池田小学校が「ナイスビジョン」を導入 （4月6日）
  - プライバシーマーク（Pマーク）認定を取得（5月9日）
  - 株式会社シンクをグループ会社化
- 2007年
  - ECサイト構築パッケージ　アイティフォレック 2.0 新発売（9月18日）
  - 沖縄サービスステーションを開設（8月20日）
- 2008年
  - 株式会社アイセルをグループ会社化（5月2日）
  - 地方税の徴収率を向上する電話催告システム「CARS（キャルス）」の販売開始
- 2009年
  - 通話録音システム、NICE Perform（ナイスパフォーム）に業界初の「会話分析機能」「感情分析機能」を搭載、国内販売開始
- 2010年
  - 税の徴収業務を効率化する「CARS（キャルス）・統合型徴収管理システム」の開発、販売開始
  - 自治体向け「CARS（キャルス）学務支援システム」の開発、販売開始
- 2011年
  - SIPで構築するコンタクトセンターシステム「AX-i（アクシー）」の開発、販売開始
- 2012年
  - 交渉業務を省力化し業法違反を厳格に管理する「延滞債権管理システム(TCS)」の新パッケージを開発、販売開始
- 2013年
  - 仙台市が国民健康保険料の電話催告BPOサービスを導入
  - 店舗BGM&CM配信サービス「Arrow Sounds (アローサウンズ)」を開発、販売開始
- 2014年
  - 国民健康保険料等の電話督励や収納業務を受託するBPO事業の株式会社アイ・シー・アールを子会社化
- 2015年 
  - NTT東西の光コラボを活用する「アイティフォー光」の開発、販売開始
  - 小売業向け基幹システム「RITSクラウド」の開発、販売開始
- 2016年
  - RPA業務自動化ソリューション「Robotic Automation（ロボティック・オートメーション）」の国内販売開始
  - タブレット端末での個人ローン受付システムの開発、販売開始
  - クレジットカードの国際的セキュリティ基準「PCI DSS」準拠認定取得
- 2017年
  - RITS決済クラウド「iRITSpay」、加盟店端末「iRITSpayターミナル」の開発、販売開始
  - SCOPE 個人ローン業務支援システムの開発、販売開始
  - SMS送信システム「e-SMS（イー・エスエムエス）」の特許を取得
- 2018年
  - 税や国民健康保険料の収納率を向上させる自治体様向け「訪問業務システム」新発売
  - 導入から運用まですべておまかせのクラウドサービス「IPaC（アイパック）」提供開始
  - 業界トップシェア「延滞債権管理システム」の新製品「債権管理システム CMS V5」販売開始
  - AI insideと業務提携、AIを活用したOCRサービスを販売開始
- 2019年
  - セコムトラストシステムズ社と業務提携、電子契約システムを販売開始
  - SMSを活用したクラウド型の入金約束受付サービス「NYUS」を販売開始
  - パッケージクラウド「IPaC」で、「ISMSクラウドセキュリティ認証」を取得
- 2020年
  - コンタクトセンターの新しいワークスタイルを実現する「在宅コンタクトセンター」提供開始
  - 個人ローンの申込みから契約までを非対面で実現するローンWeb受付システム「WELCOME」を販売開始
- 2021年
  - マルチ決済端末を組み込んだ「キャッシュレス機能付自動券売機」を導入開始
  - AI を活用したサイバー攻撃対策サービス「CyCraft AIR」を販売開始
  - パブリッククラウド版の自動受架電システム「ロボティックコール」を販売開始
  - クラウド型オムニチャネルCXプラットフォーム「CXone」の販売開始
  - ブロックチェーン技術を活用した、九州工業大学履修証明書電子化共同実証実験を開始
  - アイティフォー経営理念を改定
- 2022年
  - 東証再編に伴い、東証プライム市場へ移行
- 2023年
  - Salesforce Platformを活用したソリューションの提供開始
  - Digital Safeの実証実験を開始
  - サービサー向け債権管理システムを完全リニューアル
- 2024年
  - 自治体向けBPOサービスを専門とする、子会社アイティフォー・ベックスを設立
  - コーポレートロゴのデザインを刷新
  - 債務整理デジタルプラットフォーム「Agent Hub （エージェント・ハブ）」の特許を取得

## グループ企業
- 株式会社アイセル（代表者：草川定雄 --- コンピュータソフトウェアの開発）
- 株式会社アイティフォー・ベックス（代表者：村田純一 --- 地方自治体の徴収および関連業務のBPOサービス）
- 株式会社イーブ（代表者：中源俊朗 --- コンピュータソフトウェアの開発）
- 株式会社シー・ヴィ・シー（代表者：富松藤吉 --- 企業調査、債権管理に関する調査業務）
- 株式会社シディ（代表者：相澤明則 --- デジタルサービス事業、決済代行事業）